# 한국방송연기자노동조합
한국방송연기자노동조합은 1988년 설립된 방송연기자를 위한 노동조합이다. 산하에 탤런트, 코미디언, 성우, 무술연기자, 연극인 등 5개 지부를 두고 있다.

## 연혁
- 1988년 서울방송연예인노동조합으로 설립
- 1991년 한국방송연예인노동조합으로 명칭 변경
- 2000년 한국방송연기자노동조합으로 명칭 변경
- 2006년 한국방송영화공연예술인노동조합으로 명칭 변경
- 2011년 한국방송예술인노동조합으로 명칭 변경
- 2011년 한국방송연기자노동조합으로 명칭 변경